# Tyrimnus leucographus
Tyrimnus es un género monotípico de plantas con flores perteneciente a la familia de las asteráceas. Incluye una sola especie: Tyrimnus leucographus. Es originaria de la cuenca del Mediterráneo.

## Descripción
Tiene tallos que alcanza un tamaño de 30-l00 cm de altura. Hojas lobadas, manchadas de blanco, con espinas marginales de hasta 5 mm; las inferiores pecioladas, obtusas; las medias sentadas. decurrentes, agudas; las más superiores bracteiformes. Capítulos largamente pedunculados. Involucro de 15-17 x 15 mm, ovoideo o campanulado, aracnoideo. Brácteas involucrales externas y medias ovado-lanceoladas, largamente acuminadas; las internas lanceoladas, con ápice escarioso y rojizo. Flores con tubo de 4,5-5.5 mm y limbo de 8,5-9,5 mm, con lóbulos escábridos. Los frutos son aquenios. Tiene un número de cromosomas de 2n = 34. Florece y fructifica de abril a mayo.

## Taxonomía
Tyrimnus leucographus fue descrita por (Carlos Linneo) Cass. y publicado en Bull. Sci. Soc. Philom. Paris (1818) 168; et in Dict. Sc. Nat. xli. 335 (1826).
Sinonimia
- Acarna leucographa Hill
- Carduus leucographus L.
- Cirsium maculatum Lam.[5]